# Cupo tramonto
Cupo tramonto (Make Way for Tomorrow) è un film del 1937 diretto da Leo McCarey, dalla pièce teatrale di Helen e Noah Leary a sua volta basata sul romanzo di The Years Are So Long di Josephine Lawrence.

## Trama
Due anziani sposi, molto legati fra loro, dopo aver visto espropriata la loro casa dalla banca per non aver onorato un debito, sono costretti a separarsi, andando a vivere in diverse città presso due dei loro cinque figli. Diventano presto ospiti non graditi e così le famiglie decidono di mettere la madre in un ospizio e di mandare il padre da un'altra figlia in California, a migliaia di chilometri di distanza. Prima di separarsi per sempre, salutandosi alla stazione, la coppia si incontra dove aveva fatto cinquant'anni prima la luna di miele, unico viaggio della vita, e balla l'ultima volta nell'albergo che li aveva ospitati.

## Riconoscimenti
Nel 1937 il National Board of Review of Motion Pictures l'ha inserito nella lista dei migliori dieci film dell'anno.
Nel 2010 è stato scelto per essere conservato nel National Film Registry della Biblioteca del Congresso degli Stati Uniti.

## Critica
- Per il Dizionario Mereghetti è un «capolavoro inclassificabile, né commedia né melodramma [...] una delle punte più alte del cinema hollywoodiano classico» dallo «stile smagliante e limpido» e dall'«intensità emozionale struggente».[2]
- Per il Dizionario Morandini è «un grande esempio di cinema realistico per il sagace equilibrio tra temi privati e pubblici» dalla «melanconica bellezza».[3]